# Fort Fincastle
 (mars 2017).
Si vous disposez d'ouvrages ou d'articles de référence ou si vous connaissez des sites web de qualité traitant du thème abordé ici, merci de compléter l'article en donnant les références utiles à sa vérifiabilité et en les liant à la section « Notes et références ».
Fort Fincastle est un fort situé dans la ville de Nassau sur l'île de New Providence aux Bahamas.

## Histoire

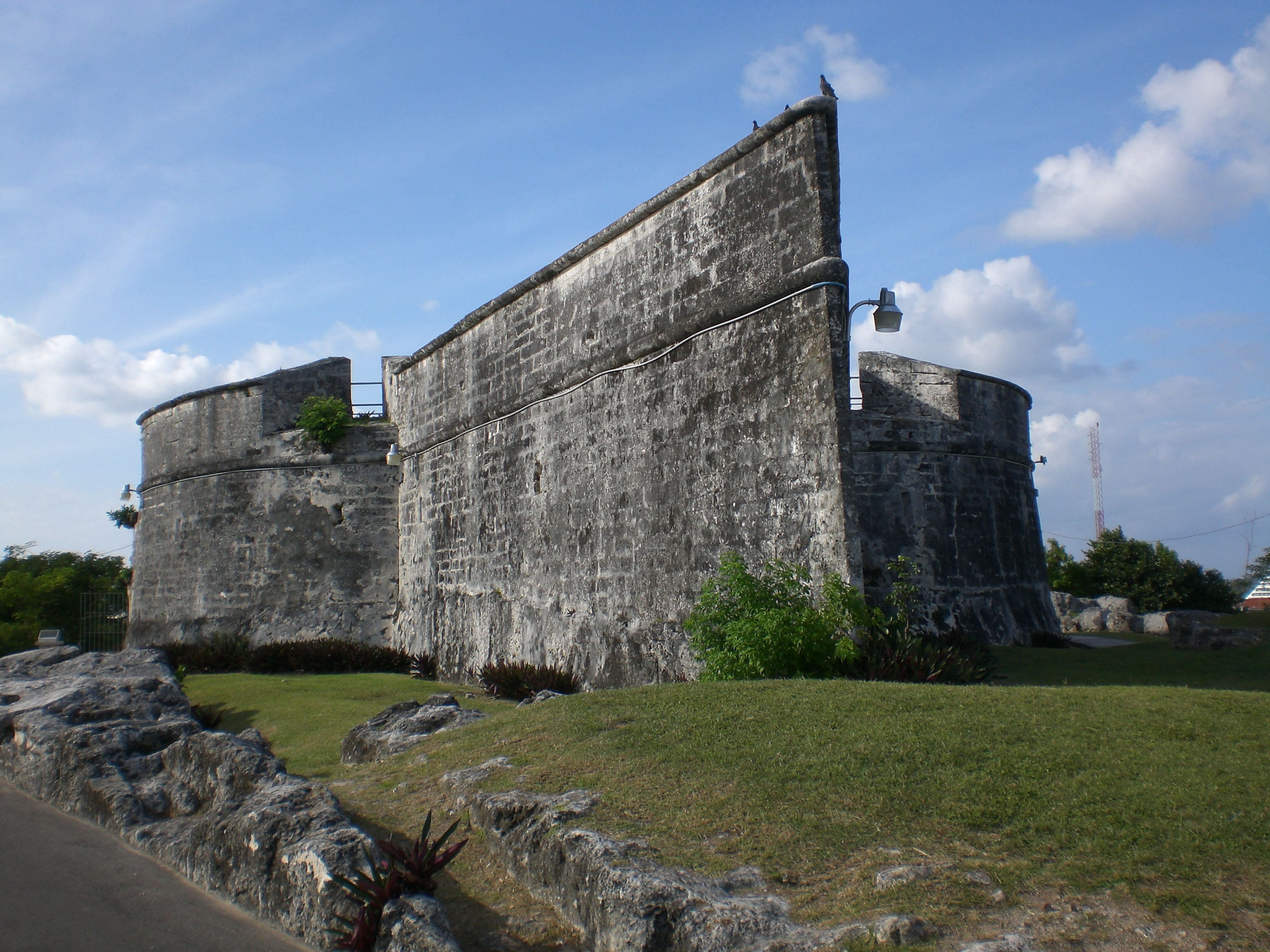
Fort Fincastle.

Vers la fin du XVIIIe siècle, New Providence était une cible pour les pirates français et espagnols qui cherchaient le contrôle des îles des Caraïbes, y compris les Bahamas. Craignant une invasion, les Britanniques, qui avaient déjà colonisé le pays, ont construit des fortifications à travers New Providence et Hog Island (sous le nom actuel de Paradise Island). Trois forts restent encore à notre époque : Fort Charlotte, Fort Montagu et Fort Fincastle.
En raison de la position stratégique de Fort Fincastle au sommet d'une haute colline (Society Hill), une route d'accès rapide de la ville de Nassau était nécessaire pour atteindre le fort en cas d'attaque. En conséquence, une voie d'évacuation devait être créée à travers un calcaire solide.
Selon les historiens, sa construction a pris un total de 16 ans par environ 500 esclaves qui ont employé des pioches pour couper un chemin à travers le calcaire, créant un accès au fort, et un escalier dans le même temps.

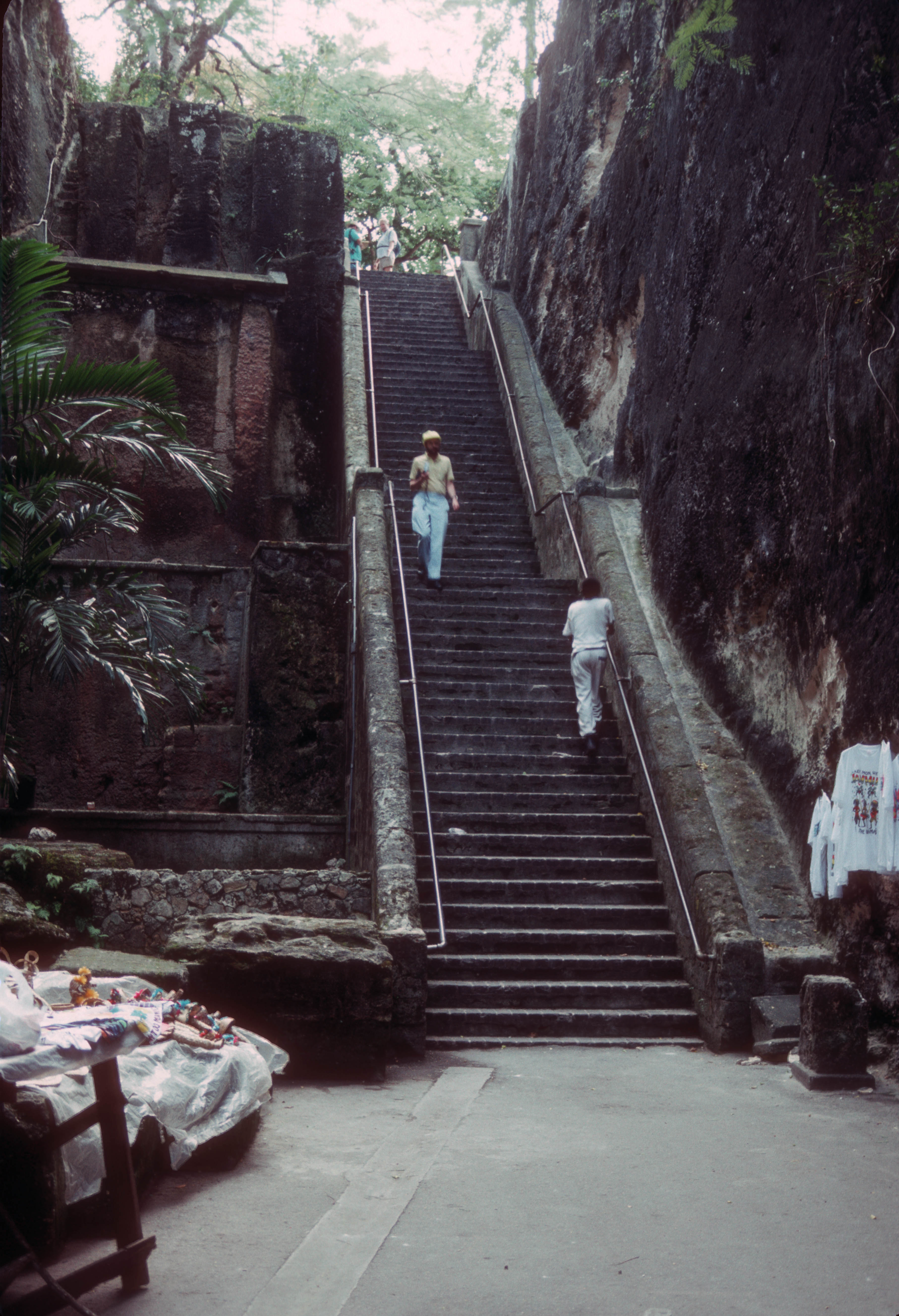
Queen's Staircase, l'« escalier de la Reine ».

Ce n'est que quelques décennies plus tard que les escaliers ont été nommés « Queen's Staircase » (« Escalier de la Reine ») en l'honneur de la reine Victoria qui avait signé une déclaration pour abolir l'esclavage sur son accession au trône en 1837.
L'escalier de 30 mètres a été modifié pour inclure 64 marches, chacune représentant une année de règne de la reine Victoria, cependant, deux étapes supplémentaires ont été ajoutées dans un but pratique pour accéder au sommet de la colline. Le bas de l'escalier, cependant, a été enterré après le développement d'un chemin pavé qui mène à l'escalier, le laissant un total de 65 marches.
Au sommet de l'escalier de la Reine et à côté du château d'eau, se trouve le Fort Fincastle.
Plus petit que Fort Charlotte, le Fort Fincastle qui a la forme et la silhouette d'un bateau a vapeur et sa proue, a été construit à partir de calcaire taillé en 1793 sur ordre du Gouverneur (1787-96) Lord Dunmore, un constructeur de forts excentrique. Le fort a pris le nom du deuxième titre de Dunmore, Vicomte de Fincastle.
Dans une lettre adressée au secrétaire d'État datée du 17 février 1794, Dunmore décrivait le fort comme « une batterie sur une colline de cette île à l'est de la Maison du Gouverneur » qui ne couvre pas seulement la batterie de l'île Hog (Paradise Island), mais toute la ville de Nassau, Paradise Island et route vers l'est vers New Providence où les ennemis auraient probablement effectué un débarquement.
L'ennemi ne vint jamais attaquer le fort qui portait deux canons de 24 livres, deux de 32 livres, deux de 12 livres et un obusier.
En raison de l'inactivité de Fort Fincastle et de son emplacement sur le point le plus élevé de Nassau, il servit comme phare jusqu'en septembre 1817 jusqu'à ce que ce dernier soit remplacé par un nouveau phare sur Paradise Island. Il a ensuite été utilisé comme poste de signalisation.